# ایستگاه آسینگتون
ایستگاه آسینگتون یا آزیگتون (انگلیسی: Ossington station) یک ایستگاه مترو در خط ۲ بلور–دانفورث در تورنتو، انتاریو، کانادا است.